# 여주 보통리 해시계
여주 보통리 해시계(驪州 甫通里 해시계)는 경기도 여주시 대신면 보통리, 조선 인조 때 판서를 지낸 조석우가 지은 43칸 집의 안채 돌계단 옆에 놓여 있는 해시계이다. 1980년 6월 2일 경기도의 민속문화재 제2호로 지정되었다.

## 개요
조선 인조 때 판서를 지낸 조석우가 지은 43칸 집의 안채 돌계단 옆에 놓여 있는 해시계이다.
해시계를 처음 만든 것은 조선 세종 16년(1434)으로, 왕의 명을 받은 장영실 등의 과학자들이 태양의 일주운동을 이용하여 그림자의 방향에 따라 시간을 알 수 있도록 만들어 실용화했던 것이다.
이 해시계는 화강암을 이용해 높이 76cm, 수평면의 폭을 25cm로 다듬어 만들었는데, 아무런 장식이 없고, 2글자 정도의 글씨가 보이긴 하나 심하게 훼손되어 알아보기가 어렵다.
조선 후기에 제작된 것으로 추정될 뿐 정확한 연대는 알 수 없다.

## 참고 자료
- 여주보통리해시계 - 국가유산청 국가유산포털